# Giulio Galgani
Giulio Galgani (Genova, 26 giugno 1958) è un artista italiano.
Pittore e scultore contemporaneo nato a Genova ma naturalizzato Aretino, attivo dagli anni '80, ha esposto principalmente in numerose sedi istituzionali. Ha collaborato negli anni '90 con lo street artist noto come Toxic che ha influenzato il suo stile fino ai giorni d'oggi: un misto tra materico e informale, con un forte senso del lavoro artigianale e un'attenzione specifica ai materiali della terra e a quelli industriali, utilizzati in modo non convenzionale nelle sue opere.

## Biografia e opere
Giulio Galgani inizia con un percorso di tipo figurativo-surrealista nei primi anni '80, per poi proseguire verso una dimensione metafisica di ispirazione prevalentemente De Chirichiana, dove fino al 2000 si firma con lo pseudonimo di Nullo da Badicorte. Dal 2000 Galgani si spinge alla ricerca di nuove forme utilizzando materiali di scarto (pneumatici, chiodi arrugginiti) materia per la creazione di un'opera d'arte: nasce il ciclo dell'Oggetto ritrovato e dei Fresati dove la materia muta la sua forma originaria per mezzo di alchimie determinate dalla diversa composizione di collanti e resine.
Il ciclo successivo è relativo ad una serie di sculture ispirate al patrimonio arcaico-etrusco; quello dei Truschi è un ciclo di sculture in bronzo realizzate a cera persa.
Contemporaneamente Galgani sviluppa la sua concezione di pittura, primordiale, emozionale, informale, materica, sintesi tra figurativo e astratto, produzione di segni e simboli prodotti con un'attenzione specifica agli elementi del territorio e quindi ai materiali che diventano strumenti primari della sua arte, dove privilegerà sempre di più l'uso di materiali del presente come il fresato di pneumatico unito all'uso della terracotta, incontro tra l'arcaico e il contemporaneo.
Nel 2011 Giulio Galgani, infatti, mette insieme tutti questi stimoli nella mostra Itinerante intitolata Viaggio In Italia, curata dal noto critico d'arte Martina Corgnati, la mostra viene inserita nelle celebrazioni del 150º anniversario dell'unità d'Italia ed è costituita dalla serie delle Geopitture, pitto-sculture realizzate in fresato di pneumatico, bronzo e acrilici su tavola. Le Geopitture hanno l'intento di rappresentare la varietà delle Regioni Italiane, ognuna caratterizzata dalle proprie peculiarità geografiche, artistiche, culturali e tradizionali, proponendo al tempo stesso una riflessione sulla storia locale, nazionale e globale.
Nel 2012 Giulio Galgani espone una selezione del suo percorso artistico dalle origini fino al tempo presente, in una personale intitolata “L'arte Nostra“. La Mostra viene allestita al Chiostro del Bramante e curata dal critico d'arte Giovanni Faccenda.
Giulio Galgani in questi anni realizza anche numerosi premi e trofei in bronzo e tecnica mista, tra i quali le Cuffie D'oro, il premio per la radio professionale ideato da Charlie Gnocchi e tutti i trofei per il primo controverso Giro Di Padania del settembre 2011, patrocinato dalla Lega Nord

## Opere
- Giulio Galgani: Nullo Da Badicorte, catalogo della mostra a cura di M. Mozaret, Marciano della Chiana, Fondazione Palleggi, 1991
- Giulio Galgani: Nullo Da Badicorte, catalogo della mostra a cura di G.M. Montesano, C. Sandroni, T. Paloscia, Cortona, Editrice Grafica L'etruria, 1994
- Giulio Galgani: tra segno e sogno: catalogo della mostra a cura di Cesare Bisini Selvaggi, Taranto, Barbieri, 2002. ISBN 8886187866
- Giulio Galgani: Segni randagi, catalogo della mostra a cura di Umberto Putzu, Torino, Galleria Micrò 2010
- Giulio Galgani: Viaggio in Italia: catalogo della mostra itinerante a cura di Martina Corgnati, Arezzo, 2010
- Giulio Galgani: L'arte nostra: catalogo della mostra presso Chiostro del Bramante, Roma, a cura di Giovanni Faccenda, Dart, Industria Grafica Valdarnese, 2012
- Giulio Galgani: Good Morning Tuscany: catalogo della mostra presso Palazzo Batogi, Firenze, a cura di Daniela Pronestì, Regione Toscana - Consiglio regionale, luglio 2012